# Krystyna Liberda-Stawarska
Krystyna Liberda-Stawarska (ur. 7 marca 1968 w Niedźwiedziu) – polska biathlonistka oraz biegaczka narciarska, brązowa medalistka mistrzostw świata.

## Kariera
W zawodach Pucharu Świata zadebiutowała 20 lutego 1990 roku w Mińsku, gdzie została zdyskwalifikowana w biegu indywidualnym. Nigdy nie zdobyła punktów w zawodach tego cyklu. Najwyższą lokatę wywalczyła 23 stycznia 1992 roku w Anterselvie, kończąc rywalizację w biegu indywidualnym na 40. pozycji (do sezonu 2000/2001 punktowało 25. najlepszych zawodników).
Podczas mistrzostw świata w Borowcu w 1993 roku wspólnie z Zofią Kiełpińską, Heleną Mikołajczyk i Anną Sterą zdobyła brązowy medal w biegu drużynowym. Był to pierwszy w historii medal dla Polski w tej konkurencji. Zajęła też między innymi 45. miejsce w biegu indywidualnym na mistrzostwach świata w Lahti w 1991 roku. Brała również udział w igrzyskach olimpijskich w Albertville, zajmując 59. miejsce w biegu indywidualnym i 60. w sprincie.
Na mistrzostwach Polski wywalczyła cztery medale: trzy złote (w sztafecie oraz dwukrotnie w biegu indywidualnym) oraz srebrny (w sprincie). W narciarstwie klasycznym najlepsze wyniki osiągała w mistrzostwach Polski, na których zdobyła trzy medale: dwa złote (w sztafecie) oraz srebrny (również w sztafecie).

## Osiągnięcia

### Igrzyska olimpijskie
| Rok  | Miejscowość | Konkurencje | Konkurencje | Konkurencje | Konkurencje | Konkurencje | Konkurencje | Konkurencje |
| Rok  | Miejscowość | IN          | SP          | PU          | MS          | RL          | MR          | SR          |
| ---- | ----------- | ----------- | ----------- | ----------- | ----------- | ----------- | ----------- | ----------- |
| 1992 | Albertville | 59.         | 60.         | nd.         | nd.         | –           | nd.         | –           |

### Mistrzostwa świata
| Rok  | Miejscowość | Konkurencje | Konkurencje | Konkurencje | Konkurencje | Konkurencje | Konkurencje | Konkurencje |
| Rok  | Miejscowość | IN          | SP          | PU          | MS          | RL          | MR          | SR          |
| ---- | ----------- | ----------- | ----------- | ----------- | ----------- | ----------- | ----------- | ----------- |
| 1990 | Mińsk       | DSQ         | –           | nd.         | nd.         | –           | nd.         | –           |
| 1991 | Lahti       | 45.         | 46.         | nd.         | nd.         | 11.         | nd.         | –           |
| 1993 | Borowec     | 53.         | 67.         | nd.         | nd.         | 13.         | nd.         | –           |

### Puchar Świata

#### Miejsca w klasyfikacji generalnej
| Sezon     | Miejsce |
| --------- | ------- |
| 1989/1990 | -       |
| 1990/1991 | -       |
| 1991/1992 | -       |
| 1992/1993 | -       |
| 1993/1994 | -       |

#### Miejsca na podium chronologicznie
Liberda nigdy nie stanęła na podium indywidualnych zawodów PŚ.